# 河瀬正利
河瀨 正利（かわせ まさとし、1941年（昭和16年）1月11日 - 2008年（平成20年）6月14日）は、日本の考古学者。広島大学名誉教授。書家の河瀬断魚は実兄。

## 概要
1941年（昭和16年）島根県平田市（現：出雲市）に生まれ、1964年（昭和39年）に広島大学教育学部卒業。その後広島県教育委員会文化財保護主事、埋蔵文化財係長の職に就き1975年（昭和50年）より広島大学に勤務。文学部助手・助教授・教授、同大学院教授の職を歴任し2004年（平成16年）に退官。広島大学名誉教授。
2008年（平成20年）6月14日、頭頸部癌のため死去。享年67。

## 著書
- 『吉備の縄文貝塚』吉備人出版<吉備考古ライブラリィ14>、2002年